# 7429 Hoshikawa
7429 Hoshikawa è un asteroide della fascia principale. Scoperto nel 1992, presenta un'orbita caratterizzata da un semiasse maggiore pari a 2,8613113 UA e da un'eccentricità di 0,0237204, inclinata di 1,60838° rispetto all'eclittica.